# フベントゥ・ゲレーラ
フベントゥ・ゲレーラ（Juventud Guerrera、1974年11月23日 - ）は、メキシコのプロレスラー。本名：エドゥアルド・アニバル・ゴンサレス・エルナンデス（Eduardo Aníbal González Hernández）、メキシコシティ出身。
父親はメキシコの名レスラーといわれるフエルサ・ゲレーラ（Fuerza Guerrera、意味は戦士の力）、従兄弟にはフェリア・ゲレーラ（Furia Guerrera）がいる。リングネームのフベントゥは「若者」、ゲレーラは「戦士の」という意味である。

## 来歴
ペペ・カサス、カシカ・マラのルチャリブレの英才教育を受ける。プロレスデビューは1992年3月13日。ニューメキシコ州ヒダルゴ郡のAAAのマットでのデビュー後はメキシコの団体を中心に活動する。この時期はレイ・ミステリオとの抗争が中心で、それを通じて人気も高まっていった。
メキシコでの活躍の後、ECWを経て1996年にWCWに入団。同時に覆面レスラーのフービー（Juvi）へとリングネームを改めた。WCWではクルーザー級戦線を中心に活躍し、LWoの一員としても活動した。またメキシコ時代は抗争相手であったレイ・ミステリオと共にタッグ王座も獲得している。1998年にクリス・ジェリコにマスカラ戦で敗れ素顔になる。WCWが提携していた新日本プロレスのIWGPジュニアヘビー級王座もWCW所属中の1999年11月に獲得している（ただし獲得直後に骨折離脱しているため王座を返上している）。
2000年7月、薬物問題を起こしてWCWから解雇された。解雇後はリングネームをフベントゥ・ゲレーラに戻し、フリーランスのレスラーとして多くの団体に参戦するようになる。メキシコではCMLLやAAA、アメリカではTNAを中心に活動した。日本では2001年6月からプロレスリング・ノアへ参戦した。2005年2月にはハッスルへも参戦している。
2005年4月にWWEと契約。リングネームをフベントゥとする（理由は、ゲレーラを名乗ると、ゲレロ一家と混同される為、とされている）。2005年6月18日のフナキ戦でスマックダウンに登場する。6月23日にシコシス、スーパー・クレイジーと共にメキシクールズを結成し、リーダーとして活動を開始する。
bWoとの対決の後、FBIとの抗争の中で、10月のPPVノー・マーシーでナンジオからクルーザー級王座を奪取する。クルーザー級王座の中心レスラーとして活動し、11月にナンジオのギミック上の出身地であるイタリア興行の際に一時王座を失うもすぐに奪回し、12月のPPVアルマゲドンでキッド・キャッシュに敗れるまで王座を維持した。
2006年1月6日、WWEを解雇された（素行不良が原因とされている）。その後はメキシコのAAA所属となり、メキシカン・パワーズのメンバーとして活躍。

## 得意技
- フービー・ドライバー

みちのくドライバーII
- 450°スプラッシュ
- 911

リストクラッチ式のフィッシャーマンドライバー。技名はアメリカやメキシコで救急車を呼ぶための電話番号に由来。

## タイトル歴
AAA
- AAA世界クルーザー級王座 : 1回（第6代）
- メキシカンナショナルアトミコス王座 : 1回（w / シコシス & ジョー・ライダー & クレイジー・ボーイ）

新日本プロレス
- IWGPジュニアヘビー級王座 : 1回（第36代）

TNA
- X-CUP 優勝 : 1回（2004年）（w / ヘビー・メタル & ミステル・アギラ & アビスモ・ネグロ & エクトール・ガルサ）

WCW
- WCW・クルーザー級王座 : 3回
- WCW世界タッグチーム王座 : 1回（w / レイ・ミステリオ・ジュニア）

WWA（World Wrestling Allstars）
- WWAインターナショナル・クルーザー級王座 : 2回

WWA（World Wrestling Association）
- WWA世界ライト級王座 : 2回
- WWA世界ウェルター級王座 : 1回
- WWA世界クルーザー級王座 : 2回
- WWA世界トリオ王座 : 1回（w / フェルサ・ゲレーラ & シコシス）
- WWA世界タッグチーム王座 : 2回（w / フェルサ・ゲレーラ）

WWC
- WWCジュニアヘビー級王座 ; 1回

WWE
- WWEクルーザー級王座 : 2回

その他
- BTW USライトヘビー級王座 : 1回
- IWA世界ジュニアヘビー級王座 : 1回
- IWAライトヘビー級王座 : 1回
- IWASタッグチーム王座 : 1回（w / ジェリー・エストラーダ、シコシス）
- UWAタッグチーム王座 : 1回（パートナー不明）
- X-LAWエクストリームジュニア王座 : 1回
- XWFクルーザー級王座 : 1回
- NWEクルーザー級王座 : 1回